# جيفري بينتون
جيفري بينتون (9 أكتوبر 1953 في أستراليا - ) (بالإنجليزية: Jeffrey Benton)‏ هو لاعب كريكت أسترالي.

## وصلات خارجية
- جيفري بينتون على موقع إي آس بي آن كريك إنفو (الإنجليزية)